# آنا (خبرگزاری)
خبرگزاری دانشگاه آزاد اسلامی با نام اختصاری آنا (خبرگزاری آنا)، (به انگلیسی Azad News Agancy-ANA) یک وبگاه خبری وابسته به دانشگاه آزاد اسلامی است که در ایران فعالیت می‌کند. این رسانه تا چندی پیش ذیل مرکز رسانه و نشر علمی دانشگاه آزاد اسلامی فعالیت می‌کرد و مدتی است زیر نظر هیئت امنا و به صورت مستقل اداره می‌شود و یکی از مهم‌ترین خبرگزاری‌ها و وبگاه‌های ایران به‌شمار می‌رود.

## تاریخچه
خبرگزاری آنا از ابتدای اردیبهشت ۱۳۸۳ به‌عنوان سایت خبری دانشگاه آزاد اسلامی آغاز به کار کرده و پس از چند تغییرات مدیریتی و در سال ۱۳۹۱، موفق به اخذ مجوز رسمی خبرگزاری گردید. تا پیش از دریافت مجوز رسمی، باشگاه خبرنگاران دانشجویی (ایسکانیوز)، به عنوان رسانه رسمی وابسته به دانشگاه آزاد اسلامی شناخته می‌شد.
خرداد ۹۶ و با پایان حضور حمید میرزاده در دانشگاه آزاد اسلامی، علی محمد نوریان سرپرست جدید این دانشگاه، یاسر احمدوند را به عنوان سرپرست خبرگزاری آنا منصوب کرد. ۱۹ خرداد ۱۳۹۷ و پس از تغییر مدیریتی در دانشگاه آزاد، حسن کربلایی که پیش از آن سردبیر استان‌های خبرگزاری فارس بود، مدیریت این خبرگزاری را برعهده گرفت. سپس مرتضی خلفی‌زاده مدیریت این خبرگزاری را عهده‌دار شد. در تاریخ ۲۲ آذر ۱۴۰۱ و پس از مشخص شدن تخلفات عدیدهٔ علی قجری که کمتر از ۷ ماه از انتصاب او به عنوان مدیرعامل می‌گذشت، رئیس دانشگاه آزاد اسلامی با صدور حکمی ضمن عزل علی قجری، «محمدعلی مقدسیان» را به عنوان مدیرعامل خبرگزاری دانشگاه آزاد اسلامی (آنا) و عضو هیئت مدیره این خبرگزاری منصوب کرد.

### مدیران سابق
- محمدعلی مقدسیان (آذر ۱۴۰۱ تاکنون)
- علی قجری (اردیبهشت تا آذر ۱۴۰۱)
- رضا همدانچی (دی ۱۴۰۰ تا اردیبهشت ۱۴۰۱)
- مرتضی خلفی‌زاده (۵ تیر ۱۳۹۸–۱۴۰۰)[۸]
- حسن کربلایی (۱۹ خرداد ۱۳۹۷ - تیر ۱۳۹۸)[۹]
- یاسر احمدوند (۱۱ خرداد ۱۳۹۶ - خرداد ۱۳۹۷)[۱۰][۱۱]
- مریم جمشیدی (۱۷ اسفند ۱۳۹۲ - خرداد ۱۳۹۶)[۱۲][۱۳]
- نرگس رجایی (۱۰ آذر ۱۳۹۲ - اسفند ۱۳۹۲)[۱۴]
- رضا همدانچی (اسفند ۱۳۹۰ – ۳۱ شهریور ۱۳۹۲)[۱۴][۱۵]
- محمدرضا کریمی (خرداد ۱۳۸۳ - اسفند ۱۳۹۰)